# Power Mac G4 Cube
Power Mac G4 Cube（パワーマック ジーフォー キューブ）は、Apple Computerが開発し、2000年8月から販売していたパーソナルコンピュータ。
通称は「Cube」。その名のとおり、「立方体の氷」をイメージした製品コンセプトとなっている。

## 概要
Power Mac G4 Cubeは、当時Apple最高経営責任者（CEO）だったスティーブ・ジョブズが中心となって開発が進められた。
発売前、経営陣に対してジョブズは、デザインテーマであるCUBE（氷）にかけて「史上最高にクールなコンピューターをつくったんだ」「息をのむほど美しい」とプレゼンした。また、誰が買うのかという質問に対して、「大勢のプロフェッショナルがいる。デザイナーはひとり残らず買うことになるだろう」と答え、「数百万台は売れる」と豪語したという。
全く新しいモデルとして2000年7月に発表され、同年8月に発売された。開発コードネームは「Trinity」「Rubicon(Early 2001)」。
2001年7月3日、Appleが公式に生産中止を発表したプレスリリースの見出しでは、ここでもCUBE（氷）にかけて「凍結する」(on ice) という表現が使われた。

## 製品内容
その名の通り、約8インチ (20cm) の立方体型の筐体が最大の特徴である。銀色の筐体は透明の樹脂に覆われ、筐体の下部は透明樹脂のみが接地し、銀色の立方体が宙に浮いているような外観となっている。外部ポート群は底部に集められており、電源部は内蔵されておらず、大きな外部電源ユニットを利用する。
熱は上に上がるという特性を活かし、筐体下部から中央にある垂直冷却管を通り、天板の排気口へ空気が流れることによって行われるという冷却方法を取り、冷却ファンを搭載していない。そのため非常に静粛性が高い。反面、環境によっては熱問題がつきまとうため、エアコン環境での使用が推奨される仕様であった。
また、光学ディスクドライブはスロットローディングタイプを採用し、筐体上部からトースターのように飛び出てくるユニークな設計となっていた。
ロジックボードはPower Mac G4のものを拡張スロットを廃止するなどして小型化したものだが、ビデオカードはオンボードではなくライザーカードでロジックボードと平行に搭載、立方体型の筐体に収めるために工夫されている。
メンテナンス性にも考慮しており、本体を逆さにしてハンドルを引くとロジックボードなど主要なコンポーネントにアクセスでき、メモリやAirMacカードが簡単に装着できるようになっている。
新開発されたApple Pro MouseとApple Pro Keyboard、アンプやスピーカーはハーマン・カードンとの共同開発のものが付属され、これに併せ新しいデザインのApple Studio DisplayとApple Cinema Displayも販売された。

## 売上と問題点
発表以来大きな注目を浴び、性能も上位モデルであるPower Mac G4と近かったが、拡張性などに乏しく、高性能を必要とする多くの顧客がPower Mac G4を選択し、販売は芳しくなかった。数百万台は売れるとジョブズはプレゼンで発言していたが、最終的に販売数は15万台を下回る結果となった。
下記に挙げられるような様々な問題によるリワーク(改修)が実施されたことも、コスト増大に影響して赤字に陥った。そのため2001年7月には生産終了を発表した。
高すぎる価格
あまりに価格が高すぎたことが、敬遠される要因となった。専用ディスプレイまで購入すると「iMac」のほぼ3倍の額になり、「Power Mac G4」を超える値段になる。
樹脂成形の亀裂
筐体樹脂の成形のモールドライン／ウエルドラインに亀裂が入っていることがあったが、初期不良としては扱われなかった。本体が透明であるために、傷や汚れなどが見えやすかったことが不評にも繋がった。
自然空冷システムの問題
自然空冷システムに問題があり、放熱が悪く長時間使用すると誤動作しやすかった。熱暴走を事前に防止するため一定温度に達すると電源が切れる仕様であったが、自然空冷に頼っていたため上に紙を1枚置いただけで内部の温度が上昇し、電源が切れることがあった。このため適切な空調がある空間での使用に限られた。
頻発する誤動作
静電気などで不規則にON/OFFを繰り返す電源ボタン動作の不良などが頻発した。電源ボタンがない仕様であるため、うっかり手を振っただけで意図せずにコンピューターが反応してしまうことがあった。

## 評価
Cubeは様々な問題点を抱えていたものの、筐体デザインは高く評価され、ニューヨーク近代美術館 (MoMA) のデザインコレクションとしても所蔵されている。
デザイン性の高さから、世界中に熱狂的なファンが存在する。そのため販売が中止された後も、Cube専用のCPUアップグレードカードや、冷却性能を向上させるための改造キットなどが多数販売されていた。
DOS/V機においても、立方体の筐体がCube発売以降に販売されるようになり、省スペースパソコンというジャンルとなっている。

## スペック

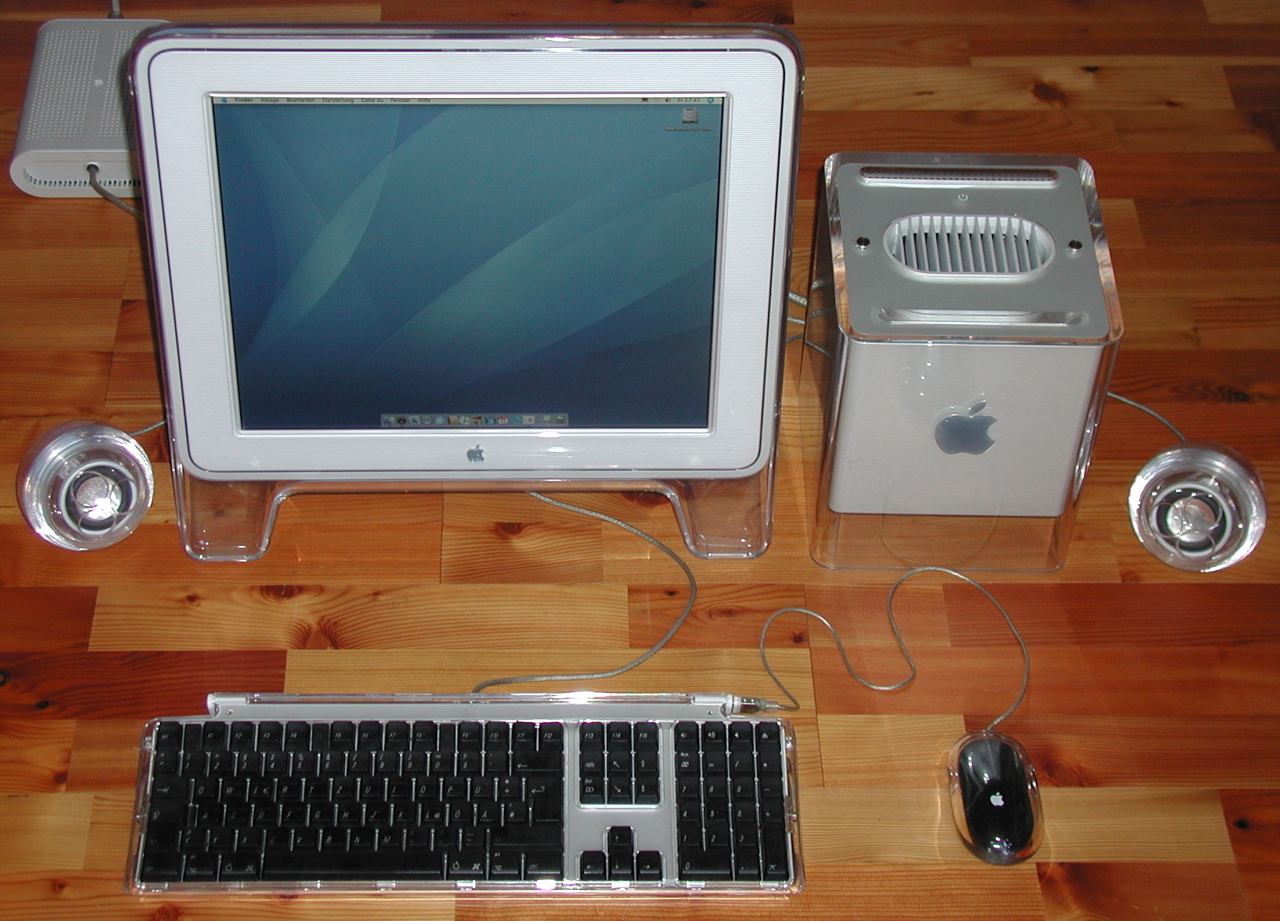
Power Mac G4 CubeとApple Studio Display.

- CPU - PowerPC G4 450MHz/500MHz[10]
- システムバスクロック周波数 - 100MHz
- 標準メインメモリ - 64MB/128MB(最大1.5GB)
- ハードディスク - 20GB/30GB Ultra ATA/66
- 光学式ドライブ - DVD-ROMまたはCD-R/CD-RW
- 最大解像度/色数 - 1,920×1,200/約1,677万色
- 外部ポート
  - 400MbpsのFireWireポート2基
  - USBポート2基
  - モデム/モニタポート×各1基
  - AirMacポート×1基
  - 10/100Base-Tイーサネット×1基（オプション: Gigabit Ethernet）
  - ADCポート, VGAポート
- 拡張 - AGP 2Xスロット
- 付属品：205Wの電源アダプタ（28V出力）、20W USBデジタルアンプ付きステレオスピーカー
- サイズ - 本体：幅19.5×高さ24.8×奥行19.5 cm, 電源アダプタ：厚さ5.3x幅13.8x奥行17.8cm
- 重量 -本体：6.4kg, 電源アダプタ：1.8kg